# Andriy Khripta
Andriy Khripta (Znamianka, 29 de noviembre de 1986) es un ciclista ucraniano.

## Palmarés
2013
- Gran Premio de Adigueya

2015
- 2.º en el Campeonato de Ucrania Contrarreloj
- Gran Premio ISD

2016
- 2.º en el Campeonato de Ucrania Contrarreloj

## Equipos
- Kolss Cycling Team (2011[1] -2014)
- Kiev Capital Racing (2015)
- Kolss-BDC Team (2016)